# Unreal Tournament 2003
Unreal Tournament 2003 ou UT2003 é um jogo eletrônico de tiro em primeira pessoa. O jogo faz parte da franquia Unreal e é a sequência de Unreal Tournament. A demo do jogo foi, na época, um sucesso, alcançando a marca de 1,2 milhões downloads.
Em dezembro de 2022, a Epic Games anunciou que os servidores e todos os serviços online seriam desligados em 24 de janeiro de 2023.